# Hydrotaea irritans
Hydrotaea irritans este o specie de muște din genul Hydrotaea, familia Muscidae. A fost descrisă pentru prima dată de Fallen în anul 1823. Conform Catalogue of Life specia Hydrotaea irritans nu are subspecii cunoscute.